# Oby do wiosny
Oby do wiosny – amerykańska tragikomedia z 2005 roku.

## Fabuła
Reese Holden jest aktorką, która gra w jednym z niezależnych teatrów w Nowym Jorku. Od 6 lat nie utrzymuje kontaktu z rodzicami. Kiedy dowiaduje się o samobójstwie matki, przeżywa szok i nie chce znać jej przyczyn. Odwiedza ją Lori Lansky, fanka książek jej ojca. Proponuje jej 100 tys. dolarów w zamian za wydanie listów miłosnych pisanych przez Dona w czasie narzeczeństwa z jej matką. Zgodnie z testamentem to Reese ma zdecydować, co z nimi zrobić. Jednak jej nie podoba się ten pomysł. Mimo to jedzie do ojca, by przemyśleć kilka spraw. Donowi życie rozsypało się od momentu kiedy napisał ostatnią książkę, za którą otrzymał Nagrodę Pulitzera. A było to kilkanaście lat temu, od tej pory nie napisał nic. Uważany przez miejscowych za dziwaka, utrzymuje kontakt tylko z Shelly - swoją fanką i Corbitem - sąsiadem, z którym gra w golfa. Pojawienie się Reese wywołuje zamęt.

## Obsada
- Zooey Deschanel - Reese Holden
- Darrell Larson - Reżyser
- John Bedford Lloyd - Leontes
- Deirdre O’Connell - Deirdre
- Mandy Siegfried - Ruth
- Amy Madigan - Lori Lansky
- Dallas Roberts - Ray
- Ivan Martin - Bartender
- Robert Beitzel - Rob
- Will Ferrell - Corbit
- Ed Harris - Don Holden
- Mary Jo Deschanel - Mary
- Amelia Warner - Shelly
- Sam Bottoms - Brian

i inni